# 15617 Fallowfield
15617 Fallowfield è un asteroide della fascia principale. Scoperto nel 2000, presenta un'orbita caratterizzata da un semiasse maggiore pari a 2,2978233 UA e da un'eccentricità di 0,1105934, inclinata di 2,81282° rispetto all'eclittica.